# Мореншильд, Дмитрий Сергеевич
Дмитрий Сергеевич фон Мореншильд (11 апреля 1902, Минск, Российская империя — 9 июня 2002, Пондичерри, Индия) — русский эмигрант из дворянского рода Мореншильдов, профессор русской истории и литературы в США, участвовавший в создании города-эксперимента Ауровиль в Индии.

## Биография
Родился в семье земского начальника Слуцского уезда Минской губернии Сергея Александровича фон Мореншильда, племянник градоначальника Севастополя Владимира Александровича фон Мореншильда.
В 1916 году поступил в Севастопольский морской кадетский корпус, в связи с его закрытием в июне 1917 года был переведен в Морское училище в Петрограде, где учился до его закрытия в марте 1918 года. 
С лета 1918 года служил на Белом флоте Юга России, с осени 1919 года был гардемарином вновь открытого Севастопольского морского кадетского корпуса. 
В 1920 году эвакуировался в составе Русской эскадры в Бизерту. Затем жил в Касабланке, потом перебрался в США, где окончил Йельский университет, в 1936 году в Колумбийском университете защитил докторскую диссертацию о роли России в интеллектуальной жизни Франции XVIII века, в 1941 году стал профессором русской истории и литературы в Дартмутском колледже, в том же году основал вместе с группой других русских эмигрантов журнал The Russian Review, был его редактором.
В конце 1950-х годов посетил Индию, где в Пондичерри в феврале 1958 года познакомился с Миррой Альфассой, духовной сподвижницей Шри Ауробиндо, которая основала вместе с ним религиозно-философское учение Интегральная йога. Дмитрий увлекся этим учением.
В 1967 году он перешел на работу в Стэнфордский университет, а в 1973 году ушел на пенсию и перебрался в Индию насовсем, где поселился в ашраме Шри Ауробиндо, долгое время являясь там единственным русским, участвовал в создании города-эксперимента Ауровиль.
Он прожил более ста лет, свое наследство он завещал для строительства павильона русской культуры в Ауровиле, этот павильон после его смерти был построен.

## Семья
Был женат, имел сына Георгия.
Его младший брат Георгий (Джордж) фон Мореншильд был в США геологом, профессором, жил в Далласе, где был знаком с Ли Харви Освальдом, в связи с чем фигурирует в различных конспирологических версиях об убийстве Джона Кеннеди.